# Сеннар
Сенна́р (араб. سنار, Sennar, також Sannār) — місто в Судані, адміністративний центр штату Сеннар.

## Історія
Протягом кількох століть був столицею королівства Сеннар. Сучасне місто розташоване за 17 км на південний схід від руїн стародавнього.

## Географія
Розташований на Голубом Нілі, приблизно за 280 км на південь від Хартума, на висоті 390 м над рівнем моря. Недалеко від міста знаходиться Сеннарська гребля, побудована в 1925 році для зрошення навколишніх полів, що сприяло розвитку сільського господарства в регіоні. У місті розташований університет Сеннар, заснований в 1977 році.

## Населення
За оціночними даними на 2007 рік населення міста становить 143 059 чоловік.
 Динаміка чисельності населення по роках: 
| Рік             | Населення |
| --------------- | --------- |
| 1973 (перепис)  | 28546     |
| 1983 (перепис)  | 42803     |
| 1993 (перепис)  | 72187     |
| 2007 (оціночне) | 143059    |

## Палеоантропологія
У місцезнаходження Сінга (Singa) неподалік Сеннара на західному березі Блакитного Нілу був виявлений прогресивний череп людини, для якого в 1996 році методом мас-спектрометрії U-Th і електрон-спін-резонансу було отримано датування 133 ± 2 тис. років. Новий вид людини назвали Homo helmei .